# Miroslav Mikolášik
Miroslav Mikolášik (ur. 11 września 1952 w Dolným Kubínie) – słowacki lekarz i polityk, od 2004 do 2019 deputowany do Parlamentu Europejskiego VI, VII i VIII kadencji.

## Życiorys
Syn Jana i Melanii. Maturę uzyskał w szkole średniej w Nîmes we Francji. W 1978 ukończył studia na Wydziale Medycznym Uniwersytetu Karola w Pradze, cztery lata później uzyskał atestację w dziedzinie anestezjologii i reanimacji, a w 1984 również prawo do wykonywania zawodu lekarza internisty. W 1978 podjął praktykę w zawodzie lekarza.
W latach 1990–1991 był członkiem władz lokalnych powiatu Dolný Kubín. W latach 1991–1992 wykładał w stołecznym instytucie etyki lekarskiej i bioetyki (Ústav medicínskej etiky a bioetiky v Bratislave), od 1991 kierował również wydziałem ds. zagranicznych w ministerstwie zdrowia. Zaangażował się w działalność Chrześcijańskiego Ruchu Demokratycznego, był m.in. przewodniczącym KDH w powiecie Orawa (1992–1994). W 1994 po raz pierwszy uzyskał mandat posła do Rady Narodowej. Cztery lata później ponownie został wybrany do parlamentu z listy KDH. Był członkiem delegacji krajowej na Konferencji Pekińskiej w 1995 oraz konferencję Kair+55 w Nowym Jorku w 1999.
W 1999 został mianowany ambasadorem Republiki Słowackiej w Kanadzie, urząd ten sprawował do 2002. W 2004 uzyskał mandat posła do Parlamentu Europejskiego z listy KDH. Pięć lat później z powodzeniem ubiegał się o reelekcję z ramienia tego samego ugrupowania. Zasiadł w grupie Europejskiej Partii Ludowej oraz Komisji Rozwoju Regionalnego. W 2014 po raz trzeci z rzędu uzyskał mandat eurodeputowanego.
Stanął również na czele organizacji społecznej Donum Vitae, propagującej prawo do życia od poczęcia do naturalnej śmierci, która w 1992 zorganizowała w Bratysławie światowy kongres pro-life z udziałem około 2 tys. uczestników. W 2010 został przewodniczącym Intergrupy ds. Bioetyki w Parlamencie Europejskim.